# Acanthoscelides x-signatus
Acanthoscelides x-signatus là một loài bọ cánh cứng trong họ Bruchidae. Loài này được Pic miêu tả khoa học năm 1938.